# 羽栗翼
羽栗 翼（はぐり の つばさ/たすく）は、奈良時代から平安時代初期にかけての貴族。姓はなしのち臣。羽栗吉麻呂の子。官位は正五位上・内薬正。

## 経歴
養老元年（717年）の第9次遣唐使で留学生・阿倍仲麻呂の従者として渡唐して唐に留まり、唐人女性と結婚した羽栗吉麻呂の子として養老3年（719年）に唐で生まれる。天平6年（734年）第10次遣唐使にて吉麻呂の帰国に従い、来日する。日本では、多くの事柄に通じており非常に聡明であるとの評判を得るが、出家して僧となる。学業が優秀ですぐに進歩を見せたことから、朝廷はその才能を惜しんで翼を還俗させ官人に登用し、特別に得度の枠二人分を与えた。
その後大外記を務めるが、宝亀6年（775年）第16次遣唐使が派遣されることになり、6月に使節が任命されると翼は遣唐録事となる。同年8月には録事から准判官に昇格すると共に、正七位上から五階昇進して外従五位下に叙せられた。宝亀7年（776年）3月に勅旨大丞を兼ねる。4月に大使・佐伯今毛人らが節刀を与えられ、出航して一旦肥前国松浦郡合蚕田浦まで到着する。しかし、その後順風が吹かなかったため博多大津まで引き返すと、同年閏8月に渡海の時期を来夏に延期することになった。なお、同年8月に翼は臣姓を与えられている。
翌宝亀8年（777年）6月24日に今毛人に代わって大使代行となった副使の小野石根ら遣唐使節一行に従い出帆、7月3日に揚州海陵県（現在の江蘇省泰州市）に到着。8月29日に揚州大都督に至り宿舎や衣食を供給される。揚州では、かつて天平神護2年（766年）に日本の丹波国天田郡華浪山で産出した白鑞に似た鉱物を鋳工に示して鑑定させたところ、「鈍隠」と呼ばれる私鋳銭を偽造する際に用いられる鉱物との結果を得ている。その後一行は長安へ向かうが、安史の乱による駅舎の荒廃を理由に入京人数を43名に制限される。翌宝亀9年（778年）正月13日に翼は石根や副使・大神末足らと共に長安に到着し貢ぎ物を進上、3月22日には皇帝・代宗への拝謁も果たす。同年9月より一行は4船に分乗して順次帰国の途につき、第一船は海上で分断し石根が水死したが、翼は無事に帰国を果たす。翌宝亀10年（779年）4月に使節員に対する叙位が行われ翼は内位の従五位下に叙された。また、唐で使われていた『宝応五紀暦経』を日本に持ち帰って朝廷に献上し、唐では当時日本で使用されていた大衍暦が既に廃止され五紀暦が採用されていることを報告している。
天応元年（781年）難波に派遣され、朴消の精製を行っている。天応2年（782年）丹波介に任ぜられ、延暦4年（785年）従五位上に昇叙される。本草学にも通じていたらしく、延暦5年（786年）には内薬正兼侍医に任じられて都に戻り桓武天皇に近侍した。また、延暦7年（788年）左京亮、延暦8年（789年）内蔵助と京官も兼ねている。延暦9年（790年）正五位下、延暦16年（797年）正五位上に至る。
延暦17年（798年）5月27日卒去。享年80。最終官位は正五位上行内薬正。

## 官歴
『続日本紀』による。
- 時期不詳：正七位上。大外記。
- 宝亀6年（775年） 6月19日：遣唐録事。8月29日：外従五位下、遣唐准判官
- 宝亀7年（776年） 3月6日：兼勅旨大丞。8月8日：賜姓臣
- 宝亀10年（779年） 4月27日：従五位下（内位）
- 天応2年（782年） 2月7日：丹波介
- 延暦4年（785年） 8月14日：従五位上
- 延暦5年（786年） 7月15日：内薬正兼侍医
- 延暦7年（788年） 3月21日：兼左京亮
- 延暦8年（789年） 日付不詳：兼内蔵助[要出典]
- 延暦9年（790年） 2月27日：正五位下
- 延暦16年（797年） 正月7日：正五位上
- 延暦17年（798年） 5月27日：卒去（正五位上行内薬正）

## 関連作品
小説
- 澤田瞳子 『火定』PHP研究所 2017年